# Contrainte du prisonnier
La contrainte du prisonnier est une contrainte littéraire inventée par l'Oulipo. Un texte écrit selon cette contrainte se prive des lettres à jambage, c'est-à-dire des lettres qui « dépassent » des lignes comme le f ou le p. C'est donc un lipogramme en b, d, f, g, h, i, j, k, l, p, q, t, y pour l'alphabet latin. L'auteur peut choisir de s'autoriser le i et les lettres accentuées.
Le nom de cette contrainte est tiré de l'image d'un prisonnier, qui, ne disposant que peu de papier, se doit d'économiser de la place sur sa feuille.
Il existe une variante symétrique, la contrainte du prisonnier libéré, où l'on ne doit utiliser que les voyelles et les lettres à jambage.